# Adoni
Adoni es una ciudad y  municipio situada en el distrito de Kurnool en el estado de Andhra Pradesh (India). Su población es de 184625 habitantes (2011). Se encuentra a 96 km de Kurnool y a 307 km de Bangalore. 

## Demografía
Según el censo de 2011 la población de Adoni era de 184625 habitantes, de los cuales 91736 eran hombres y 92889 eran mujeres. Adoni tiene una tasa media de alfabetización del 65,94%, inferior a la media estatal del 67,02%: la alfabetización masculina es del 74,02%, y la alfabetización femenina del 58,06%.